# Blériot-SPAD S.51
Bleriot-SPAD S.51 là một loại máy bay tiêm kích của Pháp, được phát triển vào năm 1924 cho Không quân Pháp nhằm thay thế cho loại Nieuport-Delage NiD.29.

## Biến thể
S.51/1
S.51/2
S.51/3
S.51/4

## Quốc gia sử dụng
Ba Lan
- Không quân Ba Lan

 Liên Xô
- Không quân Liên Xô

 Cộng hòa Tây Ban Nha
- Không quân Cộng hòa Tây Ban Nha

 Thổ Nhĩ Kỳ
- Không quân Thổ Nhĩ Kỳ

## Tính năng kỹ chiến thuật (S.51/2)

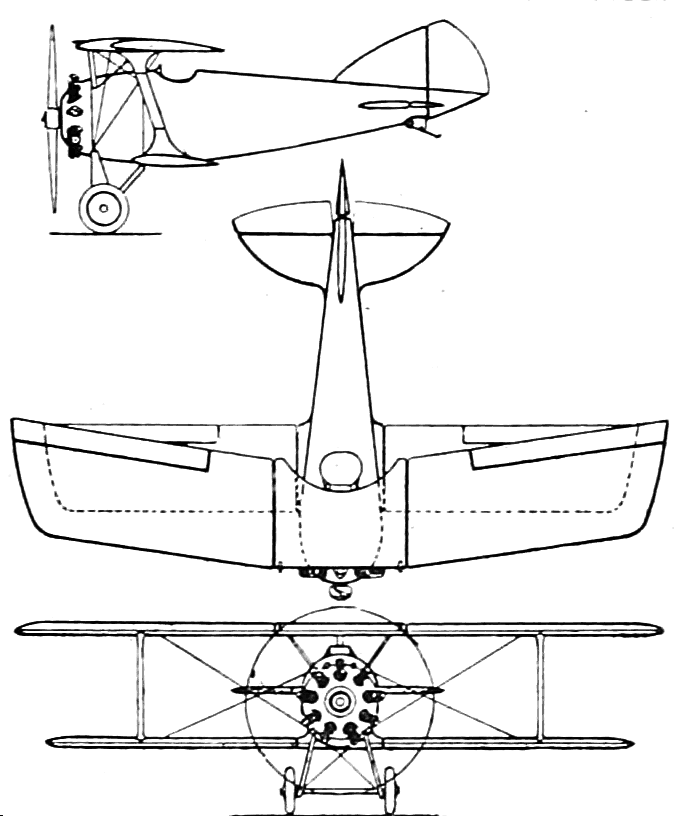
Bleriot-SPAD S.51

Đặc điểm tổng quát
- Kíp lái: one pilot
- Chiều dài: 6.45 m (21 ft 2 in)
- Sải cánh: 9.47 m (31 ft 1 in)
- Chiều cao: 3.10 m (10 ft 2 in)
- Diện tích cánh: 24.0 m2 (258 ft2)
- Trọng lượng rỗng: 990 kg (2.182 lb)
- Trọng lượng có tải: 1.360 kg (2.998 lb)
- Powerplant: 1 × Bristol Jupiter IV, 313 kW (420 hp)

Hiệu suất bay
- Vận tốc cực đại: 230 km/h (143 mph)
- Trần bay: 9.000 m (29.530 ft)
- Vận tốc lên cao: 7,2 m/s (1.425 ft/phút)

Vũ khí trang bị
- 2 × Súng máy Vickers.303